# Marcelo Saracchi
Marcelo Josemir Saracchi Pintos (Paysandú, Uruguay, 23 de abril de 1998) es un futbolista uruguayo que juega de lateral izquierdo en el Club Atlético Boca Juniors de la Primera División de Argentina.

## Trayectoria

### Inicios
Saracchi comenzó a jugar al fútbol en Progreso de la Liga de Paysandú, también estuvo en la selección departamental. Fue observado por Danubio Fútbol Club de Montevideo, lo invitaron a practicar a finales de 2011, colmó las expectativas y fue transferido para comenzar el año siguiente con ellos.
Comenzó las formativas de Danubio en Séptima División en el 2012 con 13 años, aportó 5 goles en su primera temporada. Se quedó en el hogar que tiene el club para los jugadores del interior.
En 2013, ya en Sexta, anotó 2 goles con el club. En la sub-16, tuvieron un buen rendimiento pero quedaron en segundo lugar del Torneo Clausura de 2014.
Luego del Campeonato Sudamericano Sub-17 de 2015 en Paraguay, el técnico del plantel absoluto de Danubio, Leonardo Ramos, intentó ascender a Marcelo para que entrenara en Primera, pero la Directiva del club decidió frenar el ascenso.
Cuando Marcelo viajó a su ciudad natal en sus días de descanso luego del Sudamericano, fue homenajeado por el club en que realizó su formación infantil, Progreso.

### Danubio
El 1 de julio de 2015 comenzó la pretemporada con Danubio, preparándose para el Campeonato Uruguayo 2015-16 y la Copa Sudamericana 2015. Participó de 4 partidos amistosos de práctica en Montevideo, contra la Mutual, jugadores libres y Torque, en cada uno de ellos fue parte de los titulares. Fue incluido entre los jugadores para viajar a Buenos Aires y disputar más encuentros amistosos. Estuvo presente en los 5 partidos internacionales que jugaron, se enfrentó a Argentinos Juniors, River Plate, Nueva Chicago, Independiente y Estudiantes.
Fue incluido en la lista de 30 jugadores elegibles para disputar la Sudamericana. El 9 de agosto el técnico Jorge Castelli lo convocó entre los 20 jugadores para viajar a Chile por el primer partido de la temporada.
Debutó oficialmente con Danubio el 11 de agosto de 2015 en la primera fase de la Copa Sudamericana, se enfrentó a Universidad Católica, ingresó al minuto 77 por Ignacio González pero tuvo que salir al minuto 82 debido a que expulsaron a Agustín Peña y el técnico optó por mandar al campo a Jorge Graví, perdieron 1-0 con un gol que llegó al minuto 84. Con 17 años y 110 días, fue el segundo jugador de la categoría 1998 en debutar oficialmente en un equipo de Primera División de Uruguay, el primero fue su excompañero de selección sub-17, Leonardo Fernández.
En el Campeonato Uruguayo jugó su primer partido el 16 de agosto contra Juventud, ingresó al minuto 63 por Leandro Sosa en la fecha 1 del Torneo Apertura 2015, recibió su primer tarjeta amarilla y ganaron 0-2 en el Parque Artigas.
Jugó el partido revancha contra Universidad Católica, esta vez en Jardines, ingresó al comienzo del segundo tiempo pero perdieron 1-2 y quedaron eliminados de la competición internacional.
El 19 de septiembre jugó su primer partido como titular, fue en la fecha 6 del Torneo Apertura contra Sud América, Marcelo mostró un buen nivel pero empataron 1-1. Al final del encuentro, el técnico danubiano Jorge Castelli dejó su cargo debido a los malos resultados. A los días, Luis González asumió como técnico de Danubio.
El 1 de noviembre jugó contra Liverpool, se enfrentó a su compañero de selección Nicolás De La Cruz, al minuto 70 Marcelo anotó un gol y ganaron 4-0. Pero finalmente el árbitro no se lo concedió y lo registró como en contra del rival.
Finalizó el Torneo Apertura 2015 con 15 presencias, tuvo minutos en cada partido del torneo, en los últimos 10 fue titular, recibió 2 tarjetas amarillas y brindó 3 pases de gol, Danubio finalizó en séptima posición. A nivel internacional jugó 2 partidos en la Copa Sudamericana, pero quedaron eliminados en la primera fase.
El 17 de diciembre el club le renovó el contrato por 3 años, también se conoció el interés del Inter de Milán por su ficha.
En el Torneo Clausura se consolidó y volvió a estar en los 15 partidos, el 28 de mayo de 2016 convirtió su primer gol oficial, fue ante Wanderers pero perdieron 1-4, tras recibir un triplete de Gastón Rodríguez. Danubio tuvo un mal cierre de temporada, ya que culminaron el Clausura en la posición 15 de los 16 equipos participantes y no clasificaron a competiciones internacionales.
Danubio mostró una mejor versión en el segundo semestre de 2016, ya que jugaron un Campeonato Uruguayo especial y culminaron en tercer lugar, Marcelo estuvo presente en 14 partidos y en el que no jugó fue debido a una suspensión por doble tarjeta amarilla.
En el 2017 no tuvo tanta continuidad debido a su compromiso con la selección sub-20 de Uruguay, ganaron el Campeonato Sudamericano y llegaron a la semifinal de la Copa Mundial. Con su club jugó 11 partidos, convirtió 2 goles y dio 2 asistencias. En el que sería su último partido se destacó con un gol y asistencia, ante Wanderes, conjunto al que derrotaron 1-3.

### River Plate
Cerca de cerrarse el libro de pases de la temporada 2017/18, Saracchi dejó Danubio Fútbol Club para firmar con River Plate de Argentina un contrato por cuatro años, tomando como prioridad jugar la Copa Libertadores 2017.
Debutó en River el 10 de septiembre de 2017 en la fecha 2 del campeonato argentino, jugó todo el partido y derrotaron a Banfield 3-1 en el Estadio Monumental. El 25 de octubre jugaron contra Lanús en la semifinal de ida de la Copa Libertadores, el técnico Marcelo Gallardo lo puso como titular con 19 años, estuvo los 90 minutos en cancha y ganaron 1-0. Debido a una lesión no pudo estar en la revancha y perdieron 4-2. A fin de año fue el lateral izquierdo titular de la final de la Copa Argentina contra Atlético Tucumán, fue un partido parejo que finalizó 1-1 en el primer tiempo, al comienzo de la segunda mitad Marcelo pasó al ataque, tiró un centro desde la banda izquierda que recibió "Nacho" Fernández, lo bajó y de un zurdazo convirtió el gol del triunfo, que significó el título para River Plate.
Su primer partido contra Boca Juniors fue el 15 de marzo de 2018, jugó todo el partido por la Supercopa Argentina y ganaron 0-2. En la Copa Libertadores 2018 fue titular durante toda la fase de grupos, instancia en la que finalizaron primeros. Posteriormente se coronarían campeones de la competición. Recibió una oferta millonaria desde Europa y se despidió de River Plate. Culminó su etapa con los Millonarios con una buena participación, jugó 30 partidos, convirtió 1 gol y brindó 2 asistencias.

### Europa
Para la temporada 2018-19 llegó al fútbol europeo tras incorporarse al RasenBallsport Leipzig. Este equipo lo cedió en enero de 2020 al Galatasaray S. K. por un año y medio. Pasado ese tiempo volvió a Alemania, rescindiendo su contrato antes de acabar el año 2021.
Estuvo un par de meses sin equipo hasta que el 22 de febrero de 2022 fichó por el Levante Unión Deportiva, equipo con el que firmó un contrato hasta junio de 2024 con la opción de alargarlo tres años más.

### Boca Juniors
El 29 de julio de 2023 se anunció un acuerdo con el Club Atlético Boca Juniors por la compra de su pase. El 3 de agosto fue presentado oficialmente por el club argentino, seleccionó el dorsal número 26. En octubre de ese año asistió a Miguel Merentiel en dos ocasiones, primero frente a Belgrano de Córdoba y después con un gran centro frente a Racing Club.
El 29 de mayo de 2024, marcó su primer gol en la victoria de Boca por 4:0 a Nacional Potosí por la Copa Sudamericana. El 6 de noviembre de ese año convirtió nuevamente frente a Godoy Cruz en el marco de la victoria de Boca por el Campeonato de Primera División.

## Selección nacional

### Categorías inferiores
Saracchi ha sido parte de la selección de Uruguay en las categorías inferiores sub-15, sub-17, sub-18 y sub-20.
Comenzó su carrera con Uruguay defendiendo la selección sub-15 en varias oportunidades. Debutó con la Celeste el 13 de noviembre de 2012, se enfrentó a Newell's y ganaron 2 a 1.
Fue convocado para jugar en el Sudamericano Sub-15 del 2013 en Bolivia, pero quedaron eliminados en primera ronda.
Fue parte del proceso de la selección sub-17 a cargo de Santiago Ostolaza, desde el primer día, buscando integrar la lista definitiva para jugar el Sudamericano del 2015 en Paraguay.
Viajó a Francia para jugar el Torneo Limoges, contra las selecciones Sub-18 de Ucrania, Francia y Canadá en carácter amistoso.
Jugó los 3 partidos del cuadrangular y convirtió 2 goles. A pesar de que Uruguay disputó el torneo con la Sub-17, salió campeón con 5 puntos. Fue el goleador del torneo y elegido como el mejor jugador.

El 21 de febrero del 2015 fue incluido en la lista definitiva para defender a Uruguay en el Sudamericano. Fue el capitán de la selección en el campeonato, en la fase de grupos ganaron todos los encuentros, pero en la fase final ganaron 2 partidos, perdieron 3 y no clasificaron a la Copa Mundial.
Fue citado por Fabián Coito para entrenar con la selección Sub-20, en la preparación para el Mundial en Nueva Zelanda. El 13 de abril entrenó por primera vez con esta categoría. Disputó algunas prácticas contra equipos locales y mostró buen nivel. Debutó con la sub-20 el 11 de mayo contra Honduras pero perdieron 2 a 1.
El 14 de mayo fue seleccionado para defender a Uruguay en la Copa Mundial Sub-20 de Nueva Zelanda, a pesar de dar 3 años de ventaja. Debutó a nivel mundial el 6 de junio en el último partido por la fase de grupos contra Malí, ingresó al minuto 64 por Cristian González y empataron 1 a 1. Clasificaron a octavos de final pero luego de empatar en el tiempo suplementario, perdieron 5 a 4 por penales con Brasil.
El 1 de octubre fue convocado por Fabián Coito, para comenzar el proceso de la selección que disputará el Campeonato Sudamericano Sub-20 de 2017 en Ecuador.
El 12 de diciembre de 2016 fue convocado por Fabián Coito para entrenar en el complejo AUF, junto a otros 27 futbolistas. Fue confirmado en la lista definitiva el 29 de diciembre, para jugar el Campeonato Sudamericano Sub-20.

#### Participaciones en categorías inferiores
En cursiva las competiciones no oficiales.
| Competición                            | Sede          | Resultado        | Partidos | Goles |
| -------------------------------------- | ------------- | ---------------- | -------- | ----- |
| Campeonato Sudamericano Sub-15 de 2013 | Bolivia       | Primera fase     | 3        | 0     |
| Torneo Limoges Sub-18 de 2015          | Francia       | Campeón          | 3        | 2     |
| Campeonato Sudamericano Sub-17 de 2015 | Paraguay      | Quinto puesto    | 8        | 1     |
| Copa Mundial Sub-20 de 2015            | Nueva Zelanda | Octavos de final | 1        | 0     |
| Campeonato Sudamericano Sub-20 de 2017 | Ecuador       | Campeón          | 6        | 0     |
| Copa Mundial Sub-20 de 2017            | Corea del Sur | Cuarto puesto    | 3        | 0     |

#### Detalles de partidos
| Con Uruguay sub-17 | Con Uruguay sub-17 | Con Uruguay sub-17 | Con Uruguay sub-17       | Con Uruguay sub-17   | Con Uruguay sub-17                      | Con Uruguay sub-17 | Con Uruguay sub-17 | Con Uruguay sub-17                                          | Con Uruguay sub-17 |
| N.º                | Rival              | Resultado          | Fecha                    | Lugar                | Competencia                             | Goles              | Asistencias        | Ref.                                                        |                    |
| ------------------ | ------------------ | ------------------ | ------------------------ | -------------------- | --------------------------------------- | ------------------ | ------------------ | ----------------------------------------------------------- | ------------------ |
| 1                  | Paraguay           | 3:0 (0:0)          | 13 de mayo de 2014       | Asunción Paraguay    | Amistoso                                | -                  | -                  | 1                                                           |                    |
| 2                  | Paraguay           | 0:2 (0:2 )         | 15 de mayo de 2014       | Asunción Paraguay    | Amistoso                                | -                  | -                  | 2                                                           |                    |
| 3                  | Paraguay           | 4:1 (1:1)          | 28 de mayo de 2014       | Montevideo · Uruguay | Amistoso                                | 74'                | -                  | 3                                                           |                    |
| 4                  | Paraguay           | 1:2 (0:1)          | 30 de mayo de 2014       | Montevideo · Uruguay | Amistoso                                | -                  | -                  | 4 Archivado el 10 de septiembre de 2014 en Wayback Machine. |                    |
| 5                  | Chile              | 2:1 (1:1)          | 9 de septiembre de 2014  | Curicó · Chile       | Amistoso                                | -                  | -                  | 5                                                           |                    |
| 6                  | Perú               | 5:0 (2:0)          | 23 de septiembre de 2014 | Lima · Perú          | Amistoso                                | -                  | -                  | 6                                                           |                    |
| 7                  | Perú               | 3:0 (3:0)          | 25 de septiembre de 2014 | Lima · Perú          | Amistoso                                | -                  | -                  | 7                                                           |                    |
| 8                  | Ucrania            | 2:2 (1:1)          | 8 de octubre de 2014     | Limoges Francia      | Amistoso Torneo Limoges                 | -                  | -                  | 8                                                           |                    |
| 9                  | Francia            | 3:1 (2:0)          | 10 de octubre de 2014    | Limoges Francia      | Amistoso Torneo Limoges                 | 16', 65'           | -                  | 9                                                           |                    |
| 10                 | Canadá             | 1:1 (1:1)          | 12 de octubre de 2014    | Limoges Francia      | Amistoso Torneo Limoges                 | -                  | -                  | 10                                                          |                    |
| 11                 | Perú               | 3:0 (2:0)          | 30 de octubre de 2014    | Montevideo · Uruguay | Amistoso                                | -                  | -                  | 11                                                          |                    |
| 12                 | Perú               | 4:1 (3:1)          | 1 de noviembre de 2014   | Montevideo · Uruguay | Amistoso                                | -                  | -                  | 12                                                          |                    |
| 13                 | Argentina          | 2:0 (1:0)          | 25 de noviembre de 2014  | Montevideo · Uruguay | Amistoso                                | -                  | -                  | 13                                                          |                    |
| 14                 | Argentina          | 0:0 (0:0)          | 27 de noviembre de 2014  | Montevideo · Uruguay | Amistoso                                | -                  | -                  | 14                                                          |                    |
| 15                 | Argentina          | 2:2 (1:1)          | 9 de diciembre de 2014   | Ezeiza Argentina     | Amistoso                                | -                  | -                  | 15                                                          |                    |
| 16                 | Argentina          | 1:2 (0:1)          | 11 de diciembre de 2014  | Ezeiza Argentina     | Amistoso                                | -                  | -                  | 16                                                          |                    |
| 17                 | Bolivia            | 4:1 (1:0)          | 6 de marzo de 2015       | Asunción Paraguay    | Campeonato Sudamericano Fase de grupos  | -                  | -                  | 17                                                          |                    |
| 18                 | Argentina          | 2:1 (1:0)          | 8 de marzo de 2015       | Luque Paraguay       | Campeonato Sudamericano Fase de grupos  | -                  | -                  | 18                                                          |                    |
| 19                 | Chile              | 4:1 (2:0)          | 12 de marzo de 2015      | Capiatá Paraguay     | Campeonato Sudamericano Fase de grupos  | -                  | -                  | 19                                                          |                    |
| 20                 | Ecuador            | 1:0 (0:0)          | 14 de marzo de 2015      | Capiatá Paraguay     | Campeonato Sudamericano Fase de grupos  | 80'                | -                  | 20                                                          |                    |
| 21                 | Ecuador            | 0:1 (0:1)          | 17 de marzo de 2015      | Luque Paraguay       | Campeonato Sudamericano Hexagonal final | -                  | -                  | 21                                                          |                    |
| 22                 | Colombia           | 1:0 (0:0)          | 20 de marzo de 2015      | Asunción Paraguay    | Campeonato Sudamericano Hexagonal final | -                  | -                  | 22                                                          |                    |
| 23                 | Brasil             | 2:3 (0:1)          | 23 de marzo de 2015      | Capiatá Paraguay     | Campeonato Sudamericano Hexagonal final | -                  | -                  | 23                                                          |                    |
| 24                 | Paraguay           | 1:2 (0:1)          | 29 de marzo de 2015      | Luque Paraguay       | Campeonato Sudamericano Hexagonal final | -                  | -                  | 24                                                          |                    |

| Con Uruguay sub-20 | Con Uruguay sub-20 | Con Uruguay sub-20          | Con Uruguay sub-20    | Con Uruguay sub-20     | Con Uruguay sub-20                      | Con Uruguay sub-20 | Con Uruguay sub-20     | Con Uruguay sub-20                                                                                   | Con Uruguay sub-20 |
| N.º                | Rival              | Resultado                   | Fecha                 | Lugar                  | Competencia                             | Goles              | Asistencias            | Ref.                                                                                                 |                    |
| ------------------ | ------------------ | --------------------------- | --------------------- | ---------------------- | --------------------------------------- | ------------------ | ---------------------- | --- | ------------------ |
| 1                  | Honduras           | 1:2 (0:1)                   | 11 de mayo de 2015    | Maldonado · Uruguay    | Amistoso                                | -                  | -                      | 1 |                    |
| 2                  | Honduras           | 5:0 (3:0)                   | 13 de mayo de 2015    | Montevideo · Uruguay   | Amistoso                                | -                  | -                      | 2 |                    |
| 3                  | Panamá             | 0:1 (0:0)                   | 20 de mayo de 2015    | Hamilton Nueva Zelanda | Amistoso                                | -                  | -                      | 3 |                    |
| 4                  | Ucrania            | 2:1 (0:0)                   | 24 de mayo de 2015    | Auckland Nueva Zelanda | Amistoso                                | -                  | -                      | 4 |                    |
| 5                  | Malí               | 1:1 (1:1)                   | 6 de junio de 2015    | Hamilton Nueva Zelanda | Copa Mundial Fase de grupos             | -                  | -                      | 5 |                    |
| 6                  | Paraguay           | 3:4 (2:2)                   | 22 de marzo de 2016   | Luque Paraguay         | Amistoso                                | -                  | 19' a S. Bueno         | 6 |                    |
| 7                  | Paraguay           | 1:1 (0:1)                   | 26 de abril de 2016   | Canelones · Uruguay    | Amistoso                                | -                  | -                      | 7 |                    |
| 8                  | Chile              | 3:0 (1:0)                   | 31 de mayo de 2016    | Montevideo · Uruguay   | Amistoso                                | -                  | -                      | 8 |                    |
| 9                  | Chile              | 2:2 (1:1)                   | 2 de junio de 2016    | Montevideo · Uruguay   | Amistoso                                | -                  | -                      | 9 |                    |
| 10                 | Perú               | 2:1 (2:1)                   | 14 de junio de 2016   | San José · Uruguay     | Amistoso                                | -                  | 38' a N. Schiappacasse | 10                                                                                                   |                    |
| 11                 | Venezuela          | 0:0                         | 19 de enero de 2017   | Ibarra · Ecuador       | Campeonato Sudamericano Fase de grupos  | -                  | -                      | 11                                                                                                   |                    |
| 12                 | Argentina          | 3:3 (1:2)                   | 21 de enero de 2017   | Ibarra · Ecuador       | Campeonato Sudamericano Fase de grupos  | -                  | -                      | 12                                                                                                   |                    |
| 13                 | Perú               | 2:0 (1:0)                   | 25 de enero de 2017   | Ibarra · Ecuador       | Campeonato Sudamericano Fase de grupos  | -                  | -                      | 13                                                                                                   |                    |
| 14                 | Argentina          | 3:0 (2:0)                   | 30 de enero de 2017   | Quito · Ecuador        | Campeonato Sudamericano Hexagonal final | -                  | -                      | 14                                                                                                   |                    |
| 15                 | Colombia           | 3:0 (1:0)                   | 5 de febrero de 2017  | Quito · Ecuador        | Campeonato Sudamericano Hexagonal final | -                  | -                      | 15                                                                                                   |                    |
| 16                 | Ecuador            | 1:2 (0:2)                   | 11 de febrero de 2017 | Quito · Ecuador        | Campeonato Sudamericano Hexagonal final | -                  | -                      | 16                                                                                                   |                    |
| 17                 | Argentina          | 0:1 (0:0)                   | 22 de marzo de 2017   | Montevideo · Uruguay   | Amistoso                                | -                  | -                      | 17                                                                                                   |                    |
| 18                 | Argentina          | 2:1 (2:1)                   | 12 de abril de 2017   | Buenos Aires Argentina | Amistoso                                | -                  | -                      | 18                                                                                                   |                    |
| 19                 | China              | 1:3 (0:1)                   | 8 de mayo de 2017     | Xi'an China            | Amistoso                                | -                  | -                      | 19 (enlace roto disponible en Internet Archive; véase el historial, la primera versión y la última). |                    |
| 20                 | Corea del Sur      | 2:0 (1:0)                   | 11 de mayo de 2017    | Cheongju Corea del Sur | Amistoso                                | -                  | -                      | 20 (enlace roto disponible en Internet Archive; véase el historial, la primera versión y la última). |                    |
| 21                 | Arabia Saudita     | 0:2 (0:1)                   | 14 de mayo de 2017    | Goyang Corea del Sur   | Amistoso                                | -                  | -                      | 21 (enlace roto disponible en Internet Archive; véase el historial, la primera versión y la última). |                    |
| 22                 | Japón              | 2:0 (1:0)                   | 24 de mayo de 2017    | Suwon Corea del Sur    | Copa Mundial Fase de grupos             | -                  | 90+1' a M. Olivera     | 22 (enlace roto disponible en Internet Archive; véase el historial, la primera versión y la última). |                    |
| 23                 | Portugal           | 2:2 (2:1)(t. s.) (4:5 pen.) | 4 de junio de 2017    | Daejeon Corea del Sur  | Copa Mundial Cuartos de final           | -                  | -                      | 23                                                                                                   |                    |
| 24                 | Venezuela          | 1:1 (0:0)(t. s.) (3:4 pen.) | 8 de junio de 2017    | Suwon Corea del Sur    | Copa Mundial Semifinal                  | -                  | -                      | 24                                                                                                   |                    |

### Selección absoluta

#### Participaciones en Copa América
| Competición       | Sede   | Resultado        | Partidos | Goles |
| ----------------- | ------ | ---------------- | -------- | ----- |
| Copa América 2019 | Brasil | Cuartos de final | 0        | 0     |

## Estadísticas

### Clubes
Actualizado al último partido disputado el 20 de junio de 2025.
| Club                         | Div.          | Temporada     | Liga  | Liga  | Liga   | Copas nacionales | Copas nacionales | Copas nacionales | Copas internacionales | Copas internacionales | Copas internacionales | Total | Total | Total  |
| Club                         | Div.          | Temporada     | Part. | Goles | Asist. | Part.            | Goles            | Asist.           | Part.                 | Goles                 | Asist.                | Part. | Goles | Asist. |
| ---------------------------- | ------------- | ------------- | ----- | ----- | ------ | ---------------- | ---------------- | ---------------- | --------------------- | --------------------- | --------------------- | ----- | ----- | ------ |
| Danubio F. C. · Uruguay      |               |               |       |       |        |                  |                  |                  |                       |                       |                       |       |       |        |
| 1.ª                          | 2015-16       | 30            | 1     | 3     | —      | —                | —                | 2                | 0                     | 0                     | 32                    | 1     | 3     |        |
| 1.ª                          | 2016          | 14            | 0     | 3     | —      | —                | —                | —                | —                     | —                     | 14                    | 0     | 3     |        |
| 1.ª                          | 2017          | 10            | 2     | 2     | —      | —                | —                | 1                | 0                     | 0                     | 11                    | 2     | 2     |        |
| Total club                   | Total club    | 54            | 3     | 8     | —      | —                | —                | 3                | 0                     | 0                     | 57                    | 3     | 8     |        |
| C. A. River Plate Argentina  |               |               |       |       |        |                  |                  |                  |                       |                       |                       |       |       |        |
| 1.ª                          | 2017-18       | 19            | 0     | 1     | 4      | 1                | 1                | 7                | 0                     | 0                     | 30                    | 1     | 2     |        |
| Total club                   | Total club    | 19            | 0     | 1     | 4      | 1                | 1                | 7                | 0                     | 0                     | 30                    | 1     | 2     |        |
| R. B. Leipzig · Alemania     |               |               |       |       |        |                  |                  |                  |                       |                       |                       |       |       |        |
| 1.ª                          | 2018-19       | 9             | 0     | 1     | 1      | 0                | 0                | 10               | 0                     | 0                     | 20                    | 0     | 1     |        |
| 1.ª                          | 2019-20       | 4             | 1     | 0     | 1      | 0                | 0                | 2                | 0                     | 0                     | 7                     | 1     | 0     |        |
| Total club                   | Total club    | 13            | 1     | 1     | 2      | 0                | 0                | 12               | 0                     | 0                     | 27                    | 1     | 1     |        |
| Galatasaray S. K. Turquía    |               |               |       |       |        |                  |                  |                  |                       |                       |                       |       |       |        |
| 1.ª                          | 2019-20       | 14            | 2     | 4     | 1      | 0                | 0                | —                | —                     | —                     | 15                    | 2     | 4     |        |
| 1.ª                          | 2020-21       | 27            | 0     | 2     | 1      | 0                | 0                | 1                | 0                     | 0                     | 29                    | 0     | 2     |        |
| Total club                   | Total club    | 41            | 2     | 6     | 2      | 0                | 0                | 1                | 0                     | 0                     | 44                    | 2     | 6     |        |
| Levante U. D. · España       |               |               |       |       |        |                  |                  |                  |                       |                       |                       |       |       |        |
| 1.ª                          | 2021-22       | 4             | 0     | 1     | —      | —                | —                | —                | —                     | —                     | 4                     | 0     | 1     |        |
| 2.ª                          | 2022-23       | 28            | 0     | 0     | 3      | 0                | 0                | —                | —                     | —                     | 31                    | 0     | 0     |        |
| Total club                   | Total club    | 32            | 0     | 1     | 3      | 0                | 0                | —                | —                     | —                     | 35                    | 0     | 1     |        |
| C. A. Boca Juniors Argentina |               |               |       |       |        |                  |                  |                  |                       |                       |                       |       |       |        |
| 1.ª                          | 2023          | —             | —     | —     | 13     | 0                | 2                | 3                | 0                     | 0                     | 16                    | 0     | 2     |        |
| 1.ª                          | 2024          | 13            | 3     | 0     | 7      | 0                | 1                | 5                | 1                     | 1                     | 25                    | 3     | 3     |        |
| 1.ª                          | 2025          | 7             | 1     | 0     | 1      | 0                | 0                | 2                | 0                     | 0                     | 10                    | 1     | 0     |        |
| Total club                   | Total club    | 20            | 4     | 0     | 21     | 0                | 3                | 10               | 1                     | 1                     | 51                    | 4     | 5     |        |
| Total carrera                | Total carrera | Total carrera | 179   | 10    | 17     | 32               | 1                | 4                | 33                    | 1                     | 1                     | 244   | 11    | 23     |
| 1. 2.                        |               |               |       |       |        |                  |                  |                  |                       |                       |                       |       |       |        |

### Selección
Actualizado al último partido disputado el 10 de septiembre de 2019.
| Sub-15 · Uruguay   |                   |    |   |   |   |   |    |    |   |    |    |   |   |
| 2012               | -                 | -  | - | - | - | - | ?  | ?  | ? | ?  | ?  | ? |   |
| 2013               | 3                 | 0  | 0 | - | - | - | ?  | ?  | ? | ?  | ?  | ? |   |
| Total sel.         | 3                 | 0  | 0 | 0 | 0 | 0 | 12 | 3  | 0 | 15 | 3  | 0 |   |
| Sub-17 · Uruguay   |                   |    |   |   |   |   |    |    |   |    |    |   |   |
| 2014               | -                 | -  | - | - | - | - | 16 | 3  | 0 | 16 | 3  | 0 |   |
| 2015               | 8                 | 1  | 0 | - | - | - | 0  | 0  | 0 | 8  | 1  | 0 |   |
| Total sel.         | 8                 | 1  | 0 | 0 | 0 | 0 | 16 | 3  | 0 | 24 | 4  | 0 |   |
| Sub-20 · Uruguay   |                   |    |   |   |   |   |    |    |   |    |    |   |   |
| 2015               | -                 | -  | - | 1 | 0 | 0 | 4  | 0  | 0 | 5  | 0  | 0 |   |
| 2016               | -                 | -  | - | - | - | - | 5  | 0  | 2 | 5  | 0  | 2 |   |
| 2017               | 6                 | 0  | 0 | 3 | 0 | 1 | 5  | 0  | 0 | 14 | 0  | 1 |   |
| Total sel.         | 6                 | 0  | 0 | 4 | 0 | 1 | 14 | 0  | 2 | 24 | 0  | 3 |   |
| Absoluta · Uruguay |                   |    |   |   |   |   |    |    |   |    |    |   |   |
| 2018               | -                 | -  | - | - | - | - | 2  | 0  | 0 | 2  | 0  | 0 |   |
| 2019               | 0                 | 0  | 0 | - | - | - | 2  | 0  | 0 | 2  | 0  | 0 |   |
| Total sel.         | 0                 | 0  | 0 | 0 | 0 | 0 | 4  | 0  | 0 | 4  | 0  | 0 |   |
| Total selecciones  | Total selecciones | 17 | 1 | 0 | 4 | 0 | 1  | 46 | 6 | 2  | 67 | 7 | 3 |
| 1. 2.              |                   |    |   |   |   |   |    |    |   |    |    |   |   |

## Palmarés

### Campeonatos nacionales
| Título              | Equipo            | País      | Año     |
| ------------------- | ----------------- | --------- | ------- |
| Copa Argentina      | C. A. River Plate | Argentina | 2016-17 |
| Supercopa Argentina | C. A. River Plate | Argentina | 2017    |

### Campeonatos internacionales
| Título              | Equipo            | País    | Año  |
| ------------------- | ----------------- | ------- | ---- |
| Sudamericano Sub-20 | Uruguay sub-20    | Ecuador | 2017 |
| Copa Libertadores   | C. A. River Plate | Madrid  | 2018 |

### Distinciones individuales
| Distinción                                                    | Año  |
| ------------------------------------------------------------- | ---- |
| Goleador del Torneo Limoges Sub-18                            | 2014 |
| Mejor jugador del Torneo Limoges Sub-18                       | 2014 |
| Jóvenes promesas de Uruguay para Pasión Fútbol (puesto 3)     | 2016 |
| El tapado de la fecha (5) del Campeonato Uruguayo para Referí | 2016 |